# Скајфол
Скајфол (енгл. Skyfall) је шпијунски филм из 2012. и двадесет трећи у серијaлу Џејмс Бонд британског продуцента Eon Productions-а. Трећи је филм у франшизи у којем Данијел Крејг глуми агента MI6-а Џејмс Бонд. Филм је режирао Сам Мендес а написали су га Нил Первис, Роберт Вејд и Џон Логан. Садржи насловну песму Skyfall, коју је написала и отпевала британска кантауторка Адел. Биоскопски дистрибутер био је Sony Pictures Releasing. Прича прати Бонда који истражује напад на MI6, који је извео бивши агент Раул Силва, као део завере да дискредитује и убије М, као освету што га је издала. У филму се поново појављују два лика којих нема у претходна два филма; Кју, кога глуми Бен Вишо, и гђица Манипени, коју глуми Наоми Харис.
Мендес је изабран да режира након изласка филма Зрно утехе 2008. године. Развој филма је прекинут када је MGM упао у финансијске проблеме и није настављен све до децембра 2010, када је MGM изашао из банкрота; у међувремену је оригинални сценариста Питер Морган напустио пројекат. Када се рад на прјојекту наставио, Логан, Первис и Вејд су наставили са писањем сценарија. Снимање је почело у новембру 2011, углавном у Уједињеном Краљевству, док су неке сцене снимљене у Турској и Кини.
Премијера филма била је 23. октобра 2012. у Ројал Алберт холу а издат је 26. новембра у Уједињеном Краљевству и 9. новембра у Сједињеним Америчким Државама. У Србији је филм издат 1. новембра 2012, у дистрибуцији Tuck Visionа. Први је филм о Џејмсу Бонду приказиван у IMAX биоскопима, иако није сниман IMAX камерама. Излазак филма поклопио се са 50. годишњицом серије, која је почела филмом Доктор Но 1962. године. Скајфол је освојио више признања, укључујући две награде Оскар, две награде Британске филмске академије и две награде Греми. Био је четрнаести филм који је зарадио више од милијарду долара широм света, и једини такав филм о Џејмсу Бонду. Постао је седми филм са највећом зарадом свих времена, филм са највећом зарадом у Великој Британији, филм са највећом зарадом у серији, филм са највећом зарадом у свету за Sony Pictures и MGM, и други филм са највећом зарадом 2012. године.

## Радња
Агенти британске обавештајне службе Џејмс Бонд и Ив Манипени јуре плаћеника познатог као Патрис истанбулским улицама. Патрис у свом поседу има диск са информацијама о агентима британске круне инфилтрираним у друге државе. Током борбе између Бонда и Патриса на крову воза у покрету, М наређује Манипени да пуца иако су јој на нишану обојица. Метак погађа Бонда, који пада у амбис док Патрис на возу улази у тунел и бежи са подацима.
Три месеца касније, М је на суђењу због несталих података, истовремено под притиском Герета Малорија, шефа Безбедоносног комитета Парламента Уједињеног Краљевства. Упркос тврдњама М да је и даље способна и потребна на задацима у служби, сервери MI6-а бивају хаковани, а М добија подругљиву анимацију тренутак пре него зграда MI6-а на самој обали Темзе експлодира. Бонд, који је своју лажну смрт искористио да оде у превремену пензију, сазнаје за напад у Лондону. Бонд напушта свој нови живот и посећује М. Након што падне на низу психофизичких тестова, М ипак даје сагласност да се Бонд врати у службу са задатком да открије где се налази диск на подацима и ко је унајмио Патриса, као и да ликвидира све умешане.
Бонд прати Патрисов траг до Шангаја, али не успева да га спречи да ликвидира мету. У жару борбе, Патрис пада са зграде и тако не открива идентитет свог послодавца. Бонд налази чип који је Патрис хтео да уновчи као средство плаћања за обављен посао и то га води у казино у Макауу. Тамо се упознаје са Северин, Патрисовом сарадницом. По њеним тетоважама, Бонд закључује да је она жртва трговине људима спасена од стране криминалца који јој је тренутни послодавац и Бонд изражава жељу да се с њим упозна. Северин га упозорава да ће га њени телохранитељи напасти, али да ће му она помоћи ако обећа да ће убити њеног послодавца. Северин одлази, а Бонд јој се након борбе придружује на јахти, Химери. Њих двоје путују ка напуштеном острву недалеко од Макаа, где бивају заробљени и одведени до њеног послодавца, Раула Силве. Некадашњи агент MI6-а, Силва се окренуо сајбер-тероризму и организовао је напад на зграду MI6-а. Силва убија Северин, али стиже појачање које је позвао Бонд и успева да зароби Силву и његову банду.
У новом седишту MI6-а, Кју покушава да пробије заштиту на Силвином рачунару, али његова неопрезност доводи до преузимања сервера и Силва бежи из притвора. Кју закључује да је Силвин план од почетка био да се приближи служби, са циљем да убије М. Силва криви М за издају, јер га је 1997. предала кинеским властима, након чега је ухапшен и мучен. Бонд прати Силву кроз лондонски метро и успева да спречи напад у згради Британског парламента, где се налази М.
Инструиран од стране Кјуа и Била Тарнера да остави траг „електронских мрвица” које ће Силва пратити, Бонд својим Астон мартином бежи са М на имање на којем је одрастао, Скајфол, негде у шкотским брдима. Дочекује их Кинкејд, пазитељ имања Бондових, тако да трио у кући поставља низ замки, очекујући Силвин долазак. Бонд, М и Кинкед спремно дочекују напад и убијају већину Силвиних људи. Силва долази хеликоптером са још људи и тешким наоружањем, што тера Бонда да М и Кинкејда пошаље кроз тунел испод куће ка оближњој капели. Након што детонира боце са пропаном, Бонд бежи кроз исти тунел.
Силва успева да преживи пад хеликоптера и креће ка капели након што светлост из капеле ода М. Суочивши се са М, Силва прислања своју главу на цев пиштоља и тражи од М да га убије. Стиже Бонд и бацивши нож погађа Силву, који пада мртав. М подлеже својим бројним повредама на Бондовим рукама.
Након сахране М, Ив Манипени открива Бонду да је са теренског рада прешла да ради у канцеларији, за Малорија. Бонд се рукује са Малоријем, који је сада преузео посао М.

## Улоге
| Глумац         | Улога            |
| -------------- | ---------------- |
| Данијел Крејг  | Џејмс Бонд       |
| Џуди Денч      | М                |
| Хавијер Бардем | Раул Силва       |
| Рејф Фајнс     | Гарет Малори     |
| Наоми Харис    | Ив Манипени      |
| Беренис Марло  | Северина         |
| Алберт Фини    | господин Кинкејд |
| Бен Вишо       | Кју              |
| Рори Кинир     | Бил Танер        |
| Ола Рапас      | Патрис           |
| Хелен Макрори  | Клер Дувор       |
| Милорад Капор  | капетан брода    |

## Продукција

### Развој
Развој филма Бонд 23 отпочео је 2009, али је обустављен током 2010. због финансијских проблема компаније MGM. Претпродукција је настављена након што је MGM изашао из банкрота 21. децембра 2010. У јануару 2011, MGM и породица Броколи су званично одредили датум премијере филма за 9. новембар 2012, а снимање је требало да почне крајем 2011. године. Након тога, MGM и Sony Pictures су објавили да ће почетак приказивања у Уједињеном Краљевству бити померен на 26. октобар 2012, две недеље пре датума премијере у САД, који је остао утврђен за 9. новембар 2012. године. Процењује се да је буџет филма износио између 150 милиона и 200 милиона америчких долара. Скајфол је био део јубиларне прославе 50. годишњице од приказивања првог филма у франшизи, Доктор Но.

### Претпродукција
Након приказивања филма Зрно утехе 2008, продуценткиња Барбара Броколи је коментарисала да би Скајфол, који тада није имао тренутни наслов, могао да настави заплет везан за организацију Спектра, представљене у филму Казино Ројал а потом и у Зрно утехе.
У августу 2011, српске новине Блиц су објавиле да ће се филм под радним називом Бонд 23 бити реализован под насловом Карт Бланш и да ће бити адаптација романа Џефрија Дивера. Тридесетог августа, компанија  Eon Productions је званично негирала било какву везу између филмова Бонд 23 и Карт Бланш, наводећи да се „нови филм неће звати „Карт Бланш“ и да неће имати никакве везе са књигом Џефрија Дивера“. Трећег октобра 2011, објављено је да је петнаест имена домена, укључујући jamesbond-skyfall.com и skyfallthefilm.com, регистроване у име компанија MGM и Sony Pictures, у сарадњи са интернет сервисом за заштиту бренда MarkMonitor. На конференцији за новинаре 3. новембра 2011. је потврђено да ће Скајфол бити наслов филма. На конференцији је копродуценткиња Барбара Броколи рекла да наслов „има известан емоционални контекст који ће бити откривен у филму“. Наслов се односи на име Бондове породичне виле, „Скајфол“, која је главна локација завршног дела филма.

### Кастинг
Главна глумачка постава објављена је на конференцији за новинаре одржаној у хотелу Коринтија у Лондону 3. новембра 2011, педесет година након што је Шон Конери најављен као Џејмс Бонд у филму Доктор Но. Данијел Крејг се вратио као Џејмс Бонд по трећи пут, рекавши да се осећа срећно што је добио прилику. Мендес је описао Бонда као некога ко доживљава „комбинацију умора, досаде, депресије [и] тешкоћа са оним што је изабрао да ради за живот“. Џуди Денч је поново глумила М, по седми и последњи пут. Током филма, капацитет М да води MI6 се доводи у питање, што кулминира јавном истрагом о њеном вођењу службе.
Хавијер Бардем је добио улогу главног негативца, Раула Силве, сајбертерористе који жели да се освети људима које сматра одговорним што су га издали док је радио као агент MI6. Бардем је описао Силву као „више од негативца“, док је Крејг изјавио да Бонд има „веома важан однос“ са Силвом. Мендес је признао да је снажно лобирао да Бардем прихвати улогу и да је видео потенцијал да лик буде препознат као један од најупечатљивијих у серијалу. Желео је да створи „нешто што би [публика] могла сматрати да је дуго било одсутно из Бонд филмова“, и сматрао је да је Бардем један од ретких глумаца који су способни да постану „безбојни“ и да буду више од пуке функције заплета. Припремајући се за улогу, Бардем је превео сценарио на њему матерњи шпански, што је Мендес навео као знак посвећености. Бардем је офарбао косу у плаво за потребе улоге, након што је са Мендесом разменио идеје да лик има другачији изглед. Неке коментаторе је изглед подсећао на Џулијана Асанжа. Беренис Марло је добила улогу Северин, коју је Силва спасао од живота проститутке у Макау и која сада ради као његова представница. Марло је описала лик који тумачи као „гламурозан и енигматичан“, и да је инспирацију црпела из лика негативца Ксеније Онатоп (коју игра Фамке Јансен) у филму Златно око.
Ралф Фајнс је добио улогу Гарета Малорија, бившег потпуковника британске војске, а сада председника парламентарног Одбора за обавештајне и безбедносне послове, који регулише рад MI6. На крају филма, Малори постаје шеф MI6 и практично постаје нови носилац звања „М“. Током продукције, Фајнс је изјавио да не може рећи ништа конкретно о улози осим да је то „заиста занимљива и прилично забавна улога“. Фајнс је раније био разматран за улогу Бонда током кастинга за филм Златно око. Наоми Харис је добила улогу госпођице Манипени. Њена улога је првобитно представљена као улога Ив, теренског агента MI6 која тесно сарађује са Бондом. Упркос медијским спекулацијама да је Харис добила улогу госпођице Манипени, то није потврдио нико у продуцентском тиму , а сама Харис је одбацила тврдње да је Ив заправо Манипени. Према Харисовој, Ив „[верује] да је Бонду равна, али је заправо млађа од њега“. Лик Кјуа је играо Бен Вишо. Мендес је у почетку одбио да потврди коју ће улогу Вишо играти, а касније је изјавио да је била његова идеја да се поново уведе лик Кју: „Понудио сам идеје о Манипени, Кју и екстравагантном негативцу, а они су рекли да“. За улогу Кинкејда, Мендес је ангажовао Алберта Финија. Продуценти су накратко разматрали да ангажују Шона Конерија да игра улогу у знак педесете годишњице серијала  али су одлучили да то не ураде јер су сматрали да би Конеријево присуство било интерпретирано као трик у кастингу и да би могло одвратити пажњу публике. Фини је у Скајфол-у је остварио последњу филмску улогу, пре него што је умро 2019.

### Екипа
Мендес је први пут потписао уговор да режира пројекат убрзо након објављивања филма Зрно утехе и био је укључен у улози консултанта током неизвесности око финансијске ситуације MGM-а. Крејгова идеја је била да Мендес буде следећи редитељ јер је Мендес претходно радио са Крејгом на Пут без повратка. Током 2009, Мендес је видео Крејгову глуму на Бродвеју у комаду A Steady Rain. Нешто касније, на божићној забави коју је организовоа Хју Џекман, Крејг се напио, срео Мендеса и понудио му да режира филм. Следећег јутра, Крејг је морао да објасни продуценткињи Броколи: „Мислим да сам можда понудио Сему Мендесу следећи филм“. Мендес је у почетку оклевао, јер му се овај ангажман није много допао али није одмах одбио понуду због Крејгове укључености и ентузијазма; Мендес је описао Крејгову глуму и глуму у филму Казино Ројал као нешто за шта је сматрао да је потребно Бонд франшизи. Пристао је да режира након што је упознао продуценте Мајкла Г. Вилсона и Барбару Броколи и видео почетни правац у којем ће филм кренути. Медији су спекулисали да је Мендес тражио преправке сценарија како би „[уклонио] акционе сцене у корист сцена где ће до изражаја доћи глума, са надом да ће осигурати добијање Оскара. Мендес је ову тврдњу негирао, рекавши да су акционе сцене биле важан део филма.
Мендес је ангажовао прослављеног директора фотографије Роџера Дикинса, с којим је већ сарађивао на филмовима Jarhead и Револуционарни пут. Денис Гаснер је поново био ангажован као сценограф, костимографкиња је била Џени Темиме, Александар Вит је био редитељ друге екипе, координатор каскадера био је Гари Пауел, а Крис Корбулд је надгледао специјалне ефекте, док је супервизор визуелних ефеката био Стив Бег. Сви су радили на претходним филмовима из франшизе о Бонду. Данијел Клајнман је поново био ангажован да дизајнира уводну секвенцу, након што је направио паузу у раду на филмовима о Бонду.

### Писање
Питер Морган је првобитно био ангажован да напише сценарио, али је напустио пројекат када је MGM поднео захтев за банкрот и продукција филма је стала. Упркос томе што је напустио пројекат, Морган је касније изјавио да је коначни сценарио заснован на његовој оригиналној идеји, да је у сценарију остављено материјал који је описао као „велику удицу“. Мендес је то негирао као „једноставно нетачно“, инсистирајући да је Морганов приступ одбачен када је он пристао да режира. Роберт Вејд је касније рекао да смо „Нил и ја смо били прилично заокупљени Флемингом. Мислим да је Питер био више заинтересован за Ле Кареа. Једноставно није функционисало.“ Морган је написао сценарио за филм Once Upon a Spy са Нилом Первисом и Робертом Вејдом, у којем је М уцењивао руски олигарх, бивши агент КГБ-а са којим је имала аферу док је радила у Западном Берлину током Хладног рата. Сценарио се завршавао тако што је Бонд био приморан да убије М. Мендесу се није допао већи део сценарија али је затражио да крај у којем М умире буде непромењен.
Первис и Вејд су потом написали нови сценарио црпећи инспирацију из остварења Само двапут се живи (1964) и Човек са златним пиштољем (1965), у којем се претпоставља да је Бонд мртав након несреће и враћа се у Лондон, где му је рад у служби под знаком питања. Изворни сценарио би ближе пратио причу литерарног предлошка, у којем Бонд постаје амнезичар и несвесно оплоди своју љубавницу Лили у Турској, која га прати и проналази у Лондону након што се вратио у активну службу. По овој верзији сценарија Бонд је пратио зликовца у стилу Франсиска Скараманге до Анда, и филм би имао атмосферу сличну делу Срце таме. Снимање по овом сценарију је одложено због финансијских проблема MGM-а. Крајем 2010. године, Первис и Вејд су завршили нацрт под називом Nothing is Forever у којем зликовац по имену Раул Соуза убија М у бомбашком нападу у метроу у Барселони и потом поставља бирократу Малендера да обавља функцију М. И даље им се није допао трећи чин па су га касније ревидирали како би финални део филма био у Шкотској. Коначну верзију сценарија је прерадиоо Џон Логан, који је задржао већи део основне приче коју су написали Первис и Вејд. Логан је испричао како га је у пројекат увео његов дугогодишњи пријатељ Мендес, описујући процес између Мендеса и сценаристе као „веома сарадљив“, и да је писање Скајфола било једно од најбољих искустава које је имао као сценариста. Британски драмски писац Џез Батерворт је такође дао допринос сценарију, иако није потписан.

### Извиђање локација
У априлу 2011, Мендес и Броколи су отпутовали у Јужну Африку ради извиђања локација. Како је филм у августу кренуо у претпродукцију, у медијима су се појавиле вести да ће се снимање одвијати у Индији и да ће се снимати у округу Сароджини Нагар у Њу Делхију и на железничким пругама између Гоа и Ахмедабада. Екипа се суочила са компликацијама при добијању дозволе за затварање делова железнице Конкан. Сличне проблеме у добијању дозвола за снимање у Индији имале су и екипе филмова Успон Мрачног витеза и Немогућа мисија: Протокол Дух. Екипа филма Скајфол је нај крају добила потребну дозволу за снимање али на крају нису снимали у Индији.

### Снимање
Било је предвиђено да главни део снимања траје до 133 дана, иако је заправо трајало 128. Снимање је почело 7. новембра 2011. у Лондону, а Дикинс је користио Arri Alexa камере за снимање целог филма. Био је то први филм из франшизе о Бонду који је снимљен дигитално. Сцене су снимане на станицама лондонског метроа, паркингу Смитфилд у Вест Смитфилду, Националној галерији у Лондону, Саутерку, Вајтхолу, Парламент скверу, станици Черинг Крос, колеџу у Гриничу, Кадоган скверу и Тауер Хилу. Болница Светог Вартолмеја  је коришћена за сцену у којој Бонд улази у подземно седиште MI6, док су тунели Олд Вик испод станице Ватерло биле локације за полигон за обуку MI6. Састанак између Кјуа и Бонда је снимљен када је Национална галерија била затворена (ноћу).
Простор Министарства енергетике и климатских промена коришћен је за сцену при крају филма, када Бонд стоји на крову и гледа на град. Мост Воксхол и Милбанк били су затворени за саобраћај због снимања сцене у којој дође до експлозије у седишту MI6 на Воксхол Кросу. За разлику од Свет није довољан, у којем је експлозија у згради снимљеној на великој реплици, ова експлозија је дигитално додата током постпродукције. Екипа филма је планирана да финалну секвенцу филма снима у замку Дантрун у Аргилу, али убрзо након почетка снимања  локација је промењена и екипа је снимала у Гленкоу. Иако се наводно налази у Шкотској, Бондова породична кућа је изграђена на Ханкли Комону у Сарију. Сценографи су направили модел зграде у пуној величини од шперплоче и гипса.
Снимање је настављено у Турској марта 2012, а снимање је настављено до 6. маја. Адана је играо предграђе Истанбула у филму. Неколико турских тинејџера је упало у затворени сет на железничким колосецима у Адани, током проба туче на крову воза али их је сустигло обезбеђење. Сцена воза укључена у трејлере филма приказује локацију вијадукт Варде, испред Адана у Турској. У каскади у овој сцени каскадер Енди Листер скаче уназад са висине од 91 метар, помоћу дизалице на вагону воза која држи сигурносно уже.
Делови Истанбула, укључујући Египатски базар, Нову џамију, Велику пошту, Хиподром и Капали чаршију, били су затворени због снимања током априла. Власницима продавница  које нису радиле је наводно дозвољено да отворе своје радње, али им није дозвољено да тргујуе, већ су им исплаћивали 750 ₺ (418 $) дневно као надокнаду. Продукција је критикована због наводног оштећења зграда током снимања потере мотоциклима по крововима. Вилсон је негирао ову тврдњу, истичући да је екипа уклонила делове крова пре снимања и заменила их привременим репликама. Продукција је преговарала са 613 сувласника плаже Калис у Фетијеу како би снимали дуж читаве обале.
Мендес је потврдио да ће Кина бити једна од филмских локација а снимање је договорено за Шангај и „друге делове“ земље. Логан је тврдио да су намерно тражили локације које су биле „у контрасту“ спрам Лондона, са егзотичним квалитетом као „места где би се Бонд могао осећати непријатно“. Сцене са главним глумцима нису снимане на локацији у Шангају, већ у Уједињеном Краљевству. Базен Вирџин Актив у дистрикту Канари Ворф је био локација Бондовог базена у склопу хотела, Хиподром Аскот је заменио Међународни аеродром Пудонг у Шангају, а лондонска кула Бродгејт коришћена је као улаз и предворје пословне зграде у Шангају. Казино Златни змај у Макау изграђен је у Пајнвуд студију. Сценографија је укључивала 300 плутајућих лампиона и две главе змаја високе 9 метара које су осветљавале сет. Продукција је добила дозволу да сними низ кадорва Шангаја, из хеликоптера који је за потребе снимања позајмила влада Кине.
Прва званична фотографија са снимања филма објављена је 1. фебруара 2012. године. На фотографији је Крејг на сету у Пајнвуду студију, унутар небодера  који су изградили сценографи филма.
Јазбина антагонисте Силве инспирисана је Хашимом, напуштеним острвом код обале Нагасакија у Јапану. Острво на којем живи је у филму приказано у близини Макаа. Мендес је објаснио да је секвенца настала комбинацијом великих изграђених сетова градских улица и компјутерски генерисаних уводних кадрова. Хашима је укључена у филм након што се Крејг састао са шведским филмским ствараоцем Томасом Норданстадом током снимања филма Мушкарци који мрзе жене у Стокхолму. Норданстад је продуцирао кратки документарац о острву 2002, под називом Хашима. Он је рекао да је Крејг водио опсежне белешке током састанка, али није био свестан његовог интересовања за то све док није приказан Скајфол.
Филм је касније конвертован у IMAX формат за потребе пројекције у IMAX биоскопима. Дикинс није био свестан да ће филм бити објављен у IMAX-у све док није донео одлуку да снима филм Arri Alexa камерама и био је незадовољан IMAX тестовима јер боје „нису изгледале сјајно“. Након што је даље истраживао IMAX систем и открио да IMAX корпорација користи сопствени процес ремастеровања, Дикинс је урадио даља тестирања без тог процеса и открио да „кадрови изгледају спектакуларно на великом IMAX платну“, чиме је отклонио своје сумње.

### Музика
Томас Њуман је претходно радио са Мендесом као композитор за филмове Америчка лепота, Jarhead и Revolutionary Road. Заменио је Дејвида Арнолда као композитор, поставши девети композитор у историји серијала. Када је упитан о околностим везаним за његов одлазак са те функције, Дејвид Арнолд је прокоментарисао да је Мендес изабрао Њумана због њиховог ранијег заједничког рада, а не због Арнолдове посвећености сарадњи са редитељем Денијем Бојлом за потребе церемоније отварања Летњих олимпијских игара 2012. године. Албум са музиком је објављен 29. октобра 2012. у Уједињеном Краљевству и 6. новембра 2012. у Сједињеним Америчким Државама.
Октобра 2012, британска кантауторка Адел потврдила је да је написала и снимила уводну песму за филм, у сарадњи са сталним срадником, текстописцем Полом Епвортом. Песма је објављена на Твитеру у 0.07 пре подне по британском летњем времену, 5. октобра 2012, дан који су продуценти назвали „Дан Џејмса Бонда“, јер се обележвао јубилеј 50 година од објављивања филма Доктор Но.
Песма је била номинована и освојила је Оскара за најбољу оригиналну песму. То је био први пут да је песма из неког филма о Бонду победила, а четврти пут да је била номинована. Скајфол је такође освојио Награду Брит за најбољи британски сингл на додели БРИТ награда 2013. године.
У филму се такође појављује песма Чарлса Тренета из 1938. Boum!  Песма је део филма током сцена у којима Силва показује Бонду да се креће по његовом личном напуштеном острву. У филм је укључена и обрада песме Џона Лија Хукера Boom Boom (1964), групе The Animals и кориштена је када Силва напада имање Скајфол у финалу филма.

## Приказивање и пријем
Премијера филма Скајфол одржана је 23. октобра 2012. у Ројал Алберт холу у Лондону. Премијери су присуствовали Чарлс, принц од Велса, и његова супруга Камила, војвоткиња од Корнвола. Чарлс је затражио да се новац приховодан на премијери донира добротворним организацијама које су помагале бивше или активне аегнте британских обавештајних служби. Филм је у Уједињеном Краљевству почео приказавањ три дана касније, 26. октобра, а у америчким биоскопима 8. новембра. Скајфол је био први филм из франшизе приказан у IMAX биоскопима и објављен је у IMAX биоскопима у Северној Америци дан раније пре премијере у другим биоскопима.
Филм је добио одређене критике Америчког центра за ресурсе о сексуалном насиљу, који је, иако није приказао филм, изразио забринутост да Бонд „злоупотребљава своју моћ и ауторитет“ у сцени која сугерише да Бонд иницира сексуални однос са Северин, бившом жртвом трговине људима у сврху сексуалне експлоатације.

### Зарада
Скајфол је зарадио 1,109 милијарди долара широм света. У време приказивања био је филм са највећом зарадом на свету за Sony Pictures и други филм са највећом зарадом током 2012. године. Током првог викенда приказивања зарадио је 80,6 долара. милиона на 25 тржишта. У Уједињеном Краљевству је филм зарадио 20,1 милиомна фунти током првог викенда приказивања, што га чини другим најуспешнијим дебијем икада приказаним од петка до недеље, одмах после филма Хари Потер и реликвије смрти 2. Такође је постигао другу икада највећу зараду за IMAX филм, одмах после Успон мрачног витеза. Филм је поставио рекорд за највећу седмодневну зараду са приходованих 37,2 милиона фунти, чиме је надмашио претходног рекордера , Хари Потер и реликвије смрти 2 (35,7 милиона фунти). До 9. новембра 2012. филм је зарадио преко 57 милиона фунти и тако је престигао Успон мрачног витеза као филм са највећом зарадом током 2012. као и филм о Џејмсу Бонду са највећом зарадом свих времена у Уједињеном Краљевству.
Након 40 дана приказивања, укупна бруто зарада у Великој Британији износила је 94,28 милиона фунти, што је Скајфол учинило филмом са највећом зарадом у Уједињеном Краљевству, превазишавши претходних рекорд по питању зараде који је држао Аватар. До 30. децембра 2012, постао је први филм који је зарадио више од 100 милиона фунти у Великој Британији. Истог дана, филм је такође прешао прекретницу од милијарду долара прихода широм света, чинећи га тек четрнаестим филмом и првим Бондовим филмом који је то остварио. Такође је био седми филм са највећом зарадом свих времена у том тренутку, превазишавши претходни филм из франшизе, Операција Гром.
Филм је поставио је рекорд током првог викенда приказивања у Швајцарској (5,3 милиона долара) и забележио је други највећи викенд отварања године за холивудски филм у Индији (5,1 милиона милиона), као и зарадивши 14,3 милиона долара током премијерног викенда у Француској. У Аустрији је остварио другу највећу зараду икада током премијерног викенда (3,4 милиона долара) милиона) иза Господар прстенова: Повратак краља, док је у Финској остварио највећу зараду током отварања приказивања када се изузму трејлери (1,47 долара) милиона).
У Северној Америци је приказан у 3.505 биоскопа, што је био рекорд за филм из Бонд франшизе. Филм је зарадио 2,4 долара током ноћних пројекција на дан отварања, као и додатних 2,2 милиона долара у IMAX-у и великим биоскопима. Скајфол је на крају зарадио 30,8 долара на дан отварања у САД и Канади, и 88,4 милиона долара приликком првог викенда приказивања, што је до сада највећи деби за Бондов филм. До краја приказивања у биоскопима, филм је зарадио 304,4 милиона долара у Сједињеним Америчким Државама и Канади, што га чини четвртим филмом са највећом зарадом током 2012. на овим тржиштима.

## Рецепција
Скајфол је, према писању GlobalPost-а, имао „генерално позитивне критике критичара и љубитеља“. На веб-сајту Rotten Tomatoes, филм има просечну оцену 92% (од 100) на основу 384 критике, са просечном оценом 8,20/10. Критички консензус сајта је: „Сам Мендес враћа Бонда у нормалу са паметним, секси, занимљивим акционим трилером који се квалификује као један од најбољих филмова о 007 до сада.“ На Metacritic-у, филм има просечну оцену од 81 од 100 на основу 49 критичара, што указује на „универзално признање“. Анкете CinemaScore-а показале су да је просечна оцена коју су гледаоци дали филму била „А“, на скали од A+ до F.
Бројни критичари, укључујући Кејт Мјур која је писала рецензије за The Times, Филипа Френча који пише за The Observer, Данијела Крупу из IGN-а и рецензенти Irish Independent и the Daily Record, постављали су питање да ли је Скајфол најбољи филм о Бонду. Филмски рецензент новина The Daily Telegraph Роби Колин, сматрао је да је Скајфол „често блистав, увек смео“, са одличним акционим сценама и да филм садржи хумор и емоције. Тод Макарти је у тексту за The Hollywood Reporter сматрао је да је Скајфол „драматично занимљив, а истовремено има и духовиту подтону хумора“, настављајући да је то филм који је „имао извесну тежину и сложеност“. Питер Дебриж је у тексту за Variety  сугерисао је да највећа снага овог филма лежи у спремности да се подједнако фокусира на карактеризацију као и на акционе сцене, омогућавајући оба аспекта филма да коегзистирају, а не да се такмиче за пажњу публике, док је Манохла Даргис, рецензенткиња листа The New York Times, сматрала да је Скајфол „супериорнији наставак филма Казино Ројал”.
Ким Њуман је у рецензији за филмски часопис Empire, закључила: „Скајфол је мање-више све што можете пожелети од Бонда из 21. столећа: кул, али не и кич, поштује традицију, али је актуелан, озбиљан са трилер сценама и релативно сложен у својим ликовима, али са осећајем за забаву који у последње време није увек био очигледан“. Роџер Иберт је у критици за Chicago Sun-Times дао филму 4 од 4 звездице, описавши га као „пунокрвну, радосну, интелигентну прославу вољене културне иконе“.  Критичар New Statesman Рајан Гилби је приметио да „носталгија прожима филм“; коментарисоа је да су „каткад стари приступи најбољи“.
Више критичара је похвалило глуму Данијела Крејга. Роџер Иберт је сматрао да у Скајфол „Данијел Крејг [преузима] пуну контролу над улогом коју је раније добро играо у филму Казино ројал а не тако добро у Зрно утехе; Филип Френч је прокоментарисао да „Крејг успева да изађе из сенке [Шона] Конерија “; док је Данијел Крупа сматрао да је Крејгова улога Бонда „дефинишућа изведба“ за „одличног глумца“. Едвард Портер је у тексту објављеном за The Sunday Times, сматрао да је „Крејг развио Бонда као ауторитативну личност, суву и интелигентну“. Рајан Гилби је сматрао да се Крејг „опустио у лику Бонда, а да није изгубио ни мало чврстине“.
Споредна глумачка постава је такође добила похвале. Критичар Роџер Иберт је рекао да Скајфол „коначно пружа улогу достојну Џуди Денч, једне од најбољих глумица своје генерације. Она је готово ко-протагониста у филму, са пуно сцена, дирљивим дијалогом и изграђеним ликом који је много сложенији и симпатичнији него што очекујемо у овом серијалу“. Џени Макартни (The Sunday Telegraph) се сагласила; описала је Џуди Денч као „убедљиво блиставу“ и описала ју је као глумицу коју „камера најзначајније и најчешће воли“. Макартни је сматрала да јХавијер Бардем играо Силву „са забрињавајућим еланом“, док је Хенри К. Милер сматрао његов лик „најаутентичнијим негативцем у франшизи током последњих неколико деценија“. Бројни критичари су приметили снагу споредних улога; Ким Њуман је сматрала „топлину и озбиљност“ Финијеве глуме вредном пажње, док су други критичари и рецензенти, укључујући Едварда Портера, Данијела Крупу и Оливера Лителтона из емисије The Playlist, посебно издвојили улоге Ралфа Фајнса као Малорија и Бена Вишоа који је играо Кјуа.
Ен Хорнадеј, је у тексту за The Washington Post, сматрала да је Сам Мендес поново оживео серијал, а Скајфол је био „углађен, оштар, господствен“ ... имајући баш праву меру поштовања према наслеђу и прихватања новине“. Хенри К. Милер се у тексту за часопис Sight & Sound сложио са овом проценом и похвалио је Мендеса, за кога је сматрао да је достојан да режира још Бондових филмова. Ким Њуман је такође похвалила Мендесову режију акционих сцена. Рад директора фотографије Роџера Дикинса је такође добио похвале: Њуман је прокоментарисао да филм „пружа најимпресивније визуелне ефекте које је овај серијал имао од периода 1960-их“, а Милер је филм описао као „блиставо фотографисан“.
Негативне критике су указивале на трајање од два и по сата и то што је последња трећина филма била „предугачка“ и што није одговарала прве две трећине по свом замаху, што се наводило као основне мане филма. Ксан Брукс из The Guardian, у иначе позитивној рецензији, критиковао је „дирљиво препуштање“ „смеле одлуке да се Бонд лично отвори, да се истражи позадинска прича лика и акцентује његова веза са М. Данијел Крупа је такође издвојио улогу Наоми Харис коју је описао као „неспретну“, додавши да има „ практично нема хемију“ са Крејгом. Слично томе, Филип Френч у The Observer је ублажио своје хвалоспеве за филм. Истицао је „одређено лењо понављање“ и тврдио је да су „досетке у филму често површне те да Бонд, као и обично, прелако бива заробљен и прелако бежи“. Едвард Портер (The Sunday Times) је сматрао да, иако су аспекти филма „остварени духовито и стилски“, да је врхунац филма био помало разочаравајући, иако „слабости у завршним деловима филма нису озбиљне, а кратки епилог је диван“.

### Други медији
Филм је објављен на DVD-у, Blu-ray-у и дигиталном HD-у у САД и Канади 12. фебруара 2013. године, а у Уједињеном Краљевству 18. фебруара 2013. године.
Касније је објављен на Ultra HD Blu-ray-у, 22. октобра 2019. заједно са остала три филма о Бонду са Данијелом Крејгом, у 4K боксету. Ово издање је самостално на тржиште пласирао 20th Century Studios Home Entertainment 25. фебруара 2020. године.

### Награде
На 85. додели Оскара, Скајфол је номинован за најбољу фотографијију, најбољу оригиналну музику и најбоље миксовање звука; и освојио је награде за најбољу оригиналну песму (прва Бондова тема која јенаграђена) и најбољу монтажу звука.
Остале номинације филма укључују осам награда Британске филмске академије (са две освојене), седам награда „Critics' Choice Movie Awards“ (филм је освојио три), и једну номинацију за награду Златни глобус (коју је освојио).